# 서울빛초롱축제

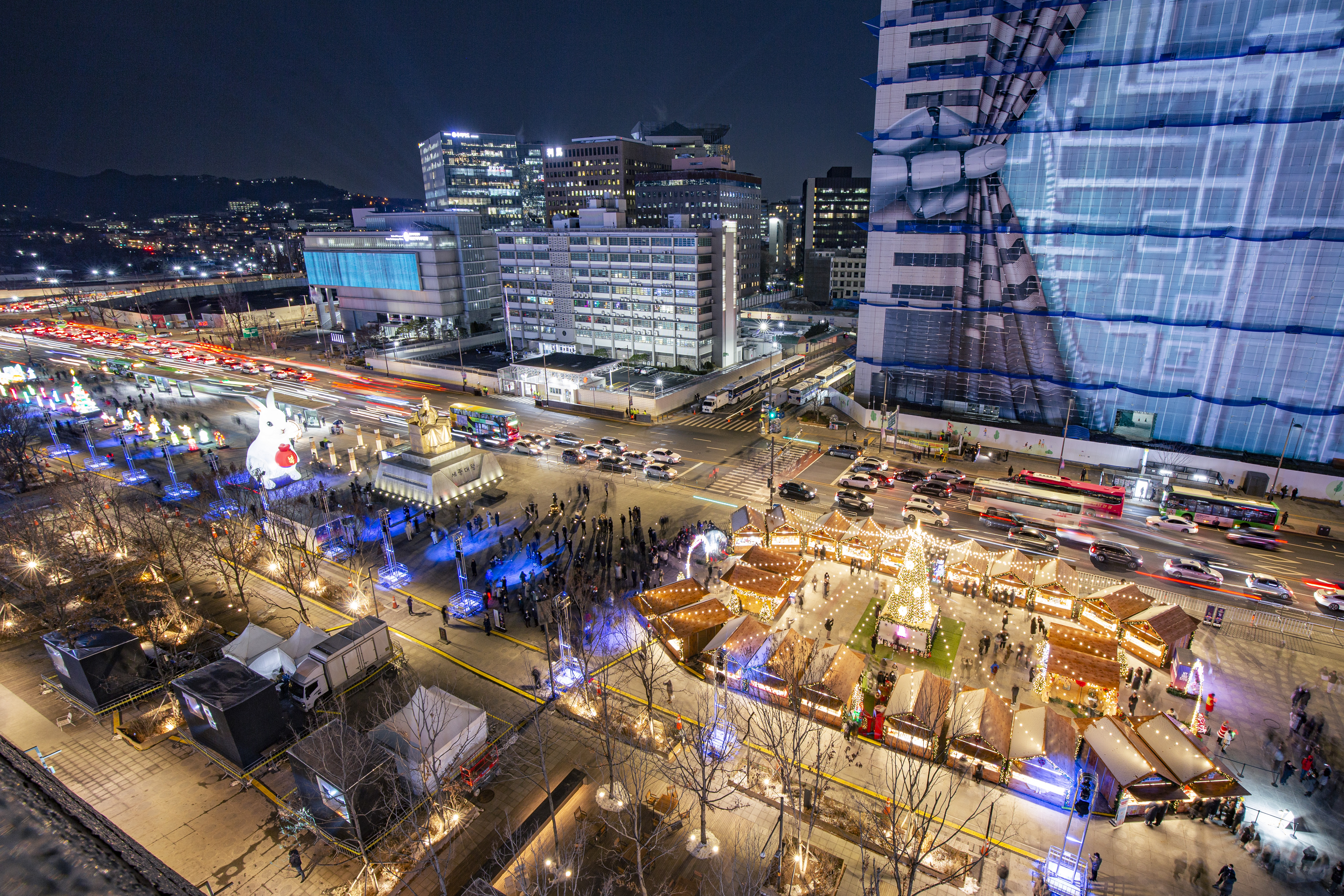
2022 서울빛초롱축제

서울빛초롱축제(Seoul Lantern Festival)는 서울관광재단이 주최/주관하는 서울 대표 야간 빛 축제로, 빛 조형물 전시와 다양한 체험 프로그램 등 화려한 볼거리를 제공한다. 11월 첫째 주 금요일 청계천 일대에서 개최되었으나, 2022년부터는 광화문광장에서 크리스마스 마켓과 함께 개최되었다.
서울빛초롱축제는 2009년 '서울 등 축제'라는 이름으로 시작되었으며, 2015년 '서울빛초롱축제'로 이름이 바뀌었다.

## 찾아가는 길
- ● 수도권 전철 1호선, ● 서울 지하철 2호선 시청역 4번 출구
- ● 수도권 전철 5호선 광화문역 5번 출구
- ● 수도권 전철 1호선 종각역 4,5번 출구
- ● 서울 지하철 2호선 을지로입구역 2,3번 출구
- ● 서울 지하철 2호선, ● 수도권 전철 3호선 을지로3가역 1,2,4,5번 출구

## 사진

### 2022년 사진

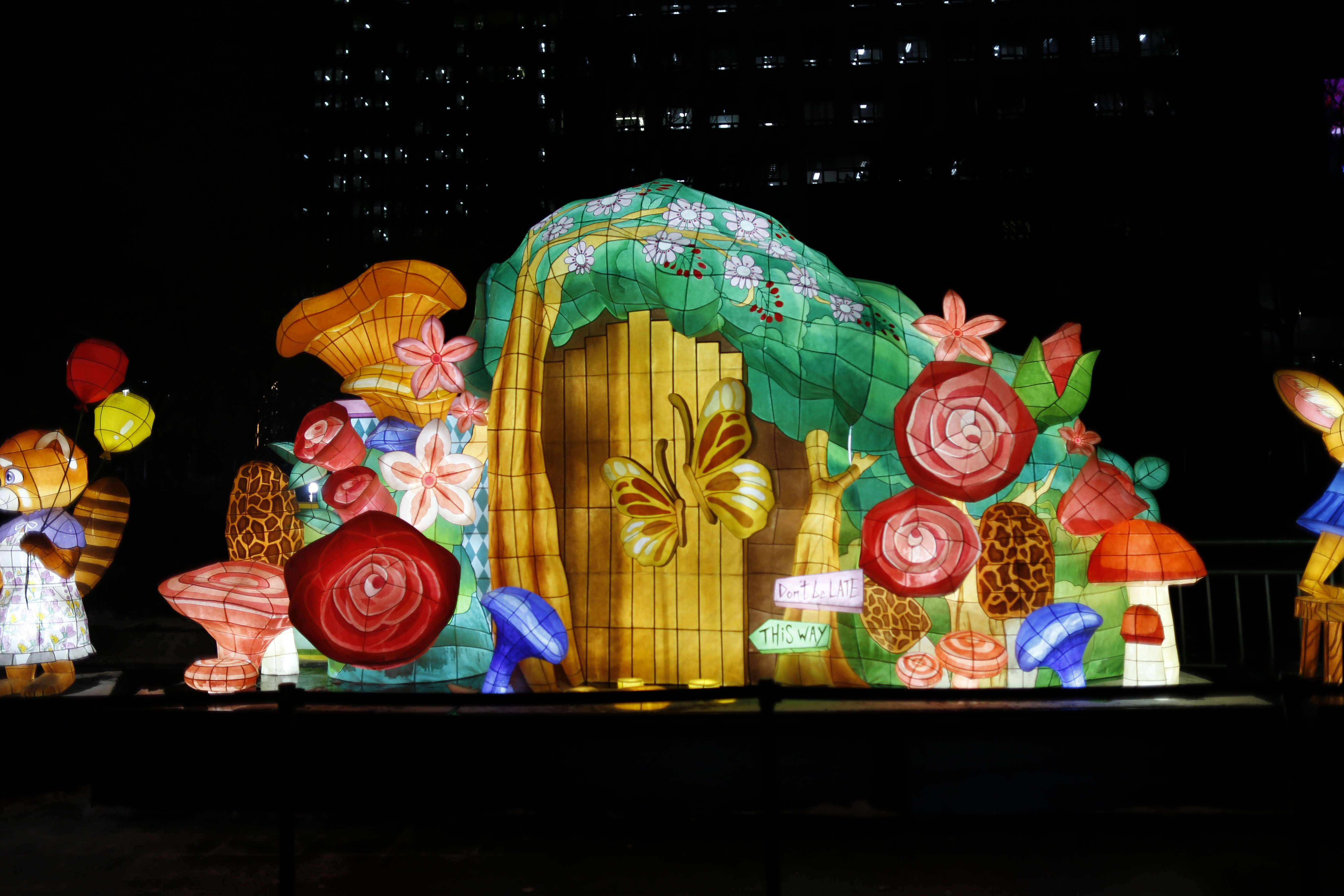
2022 서울빛초롱축제
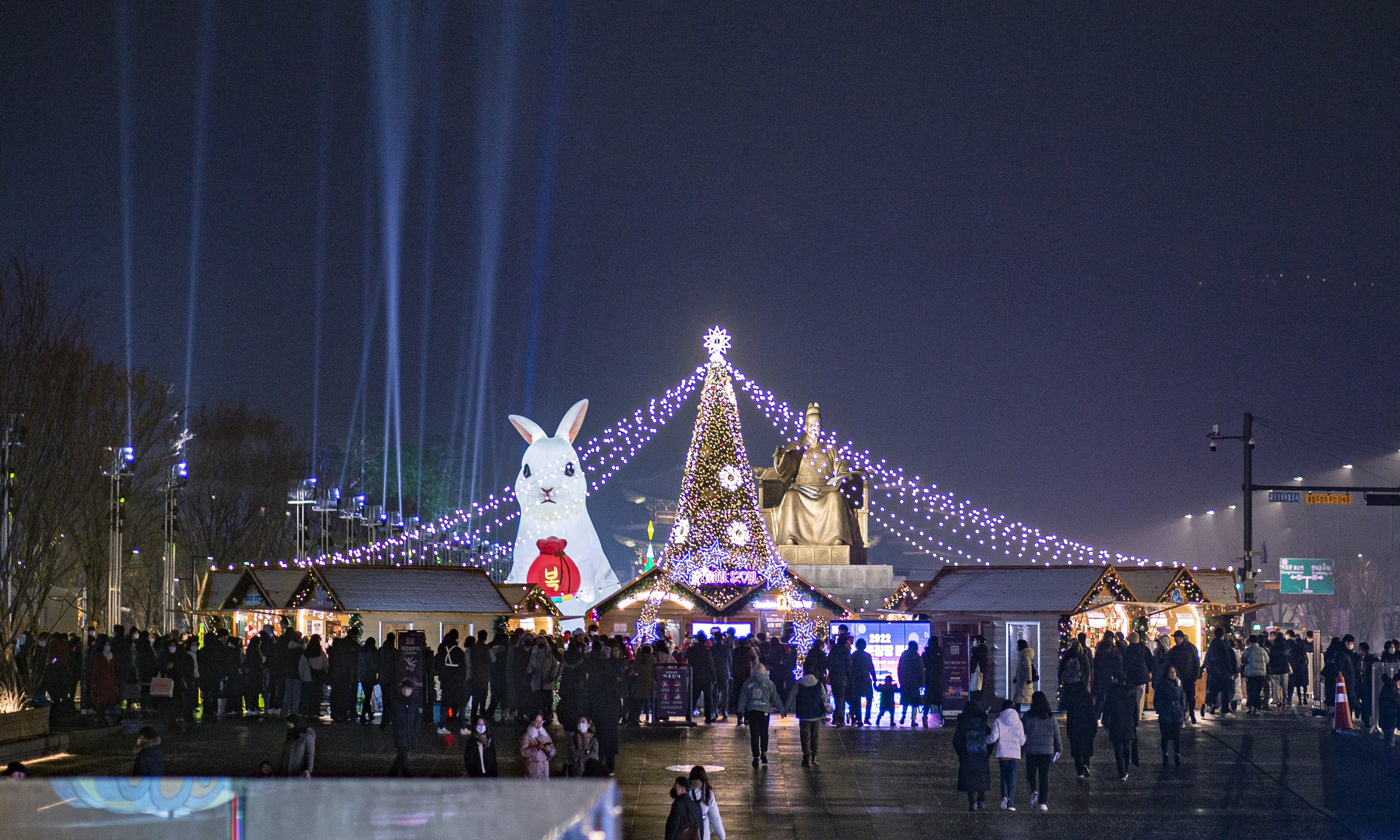
2022 서울빛초롱축제
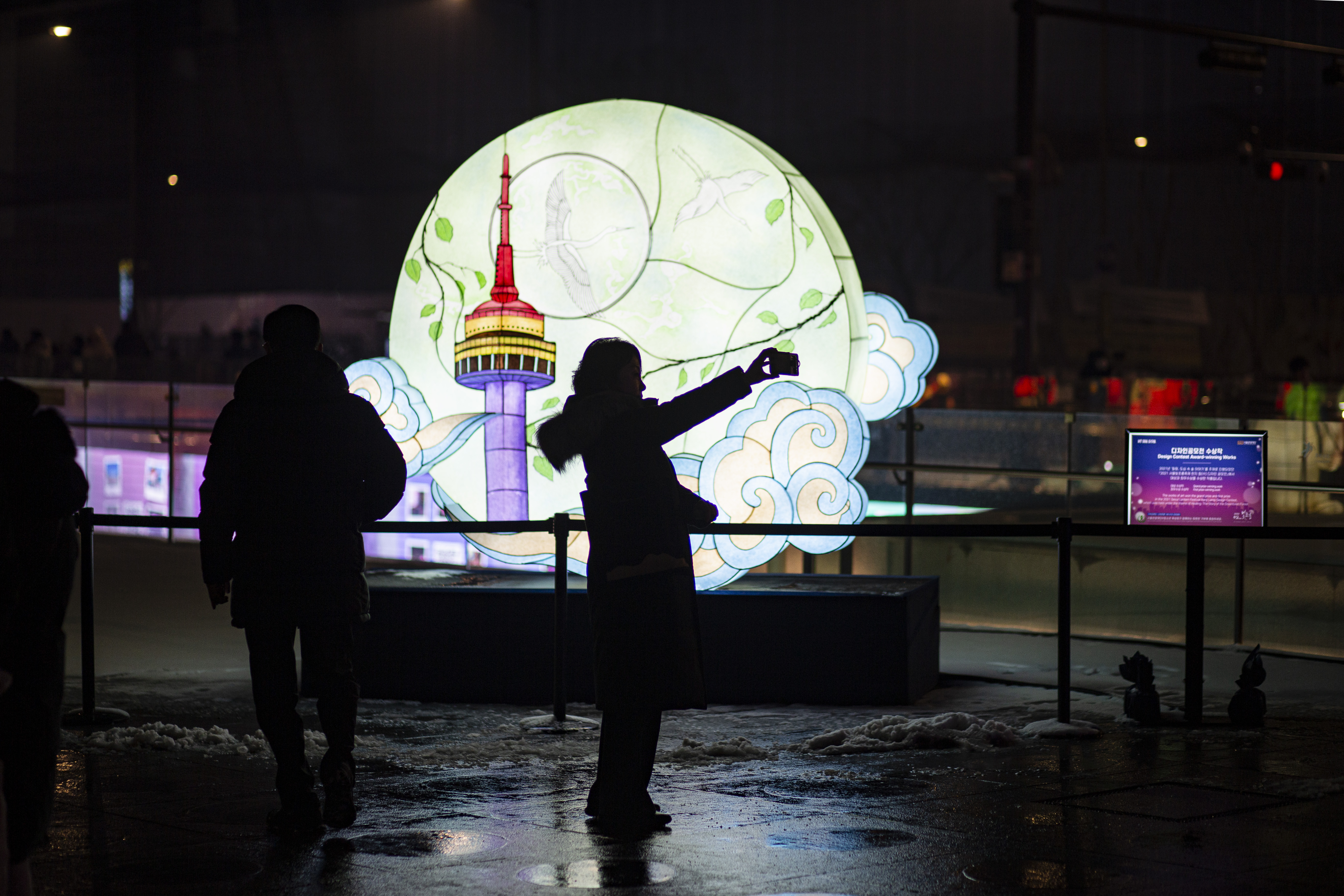
2022 서울빛초롱축제
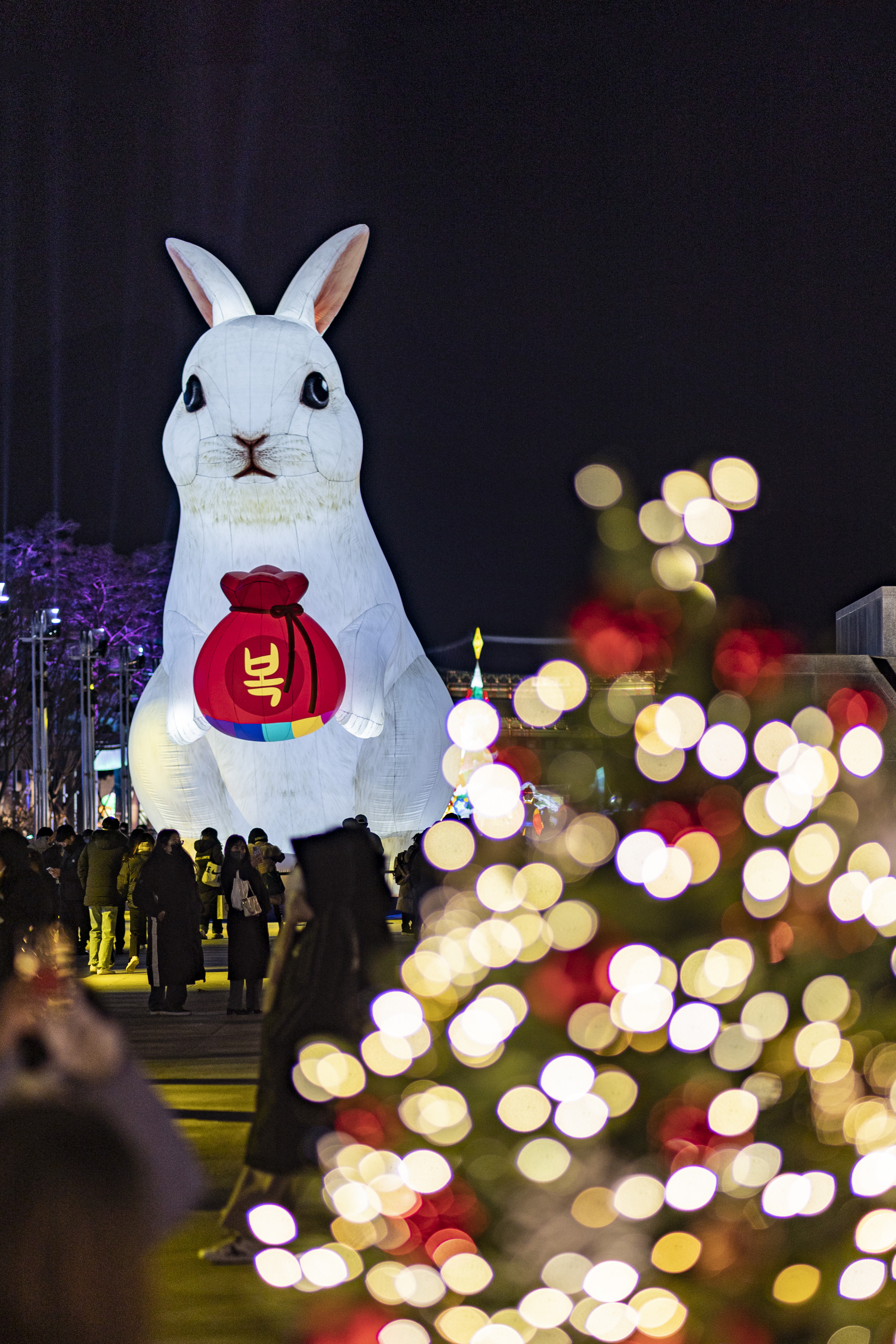
2022 서울빛초롱축제

### 2011년 사진

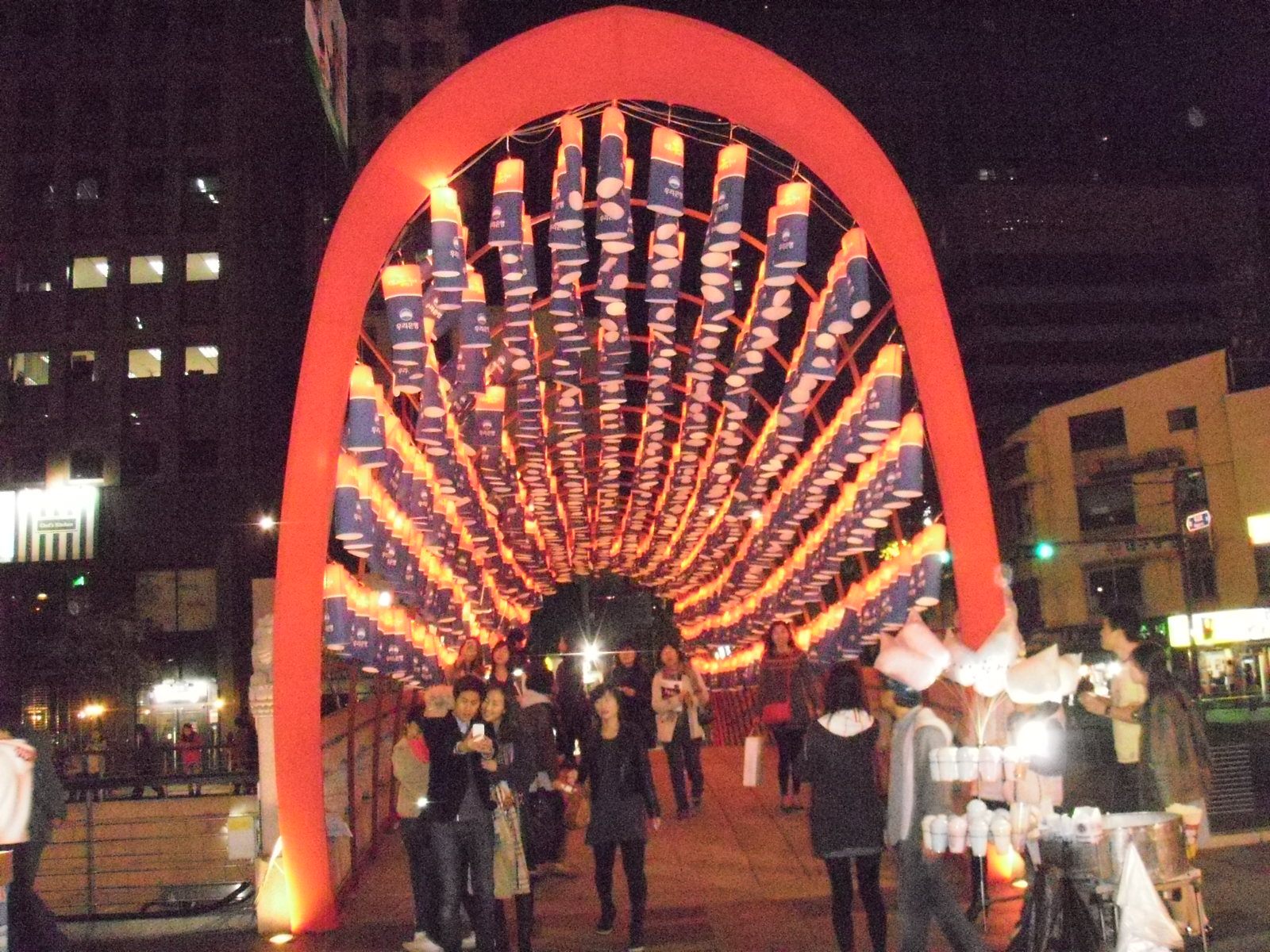
2011 서울빛초롱축제
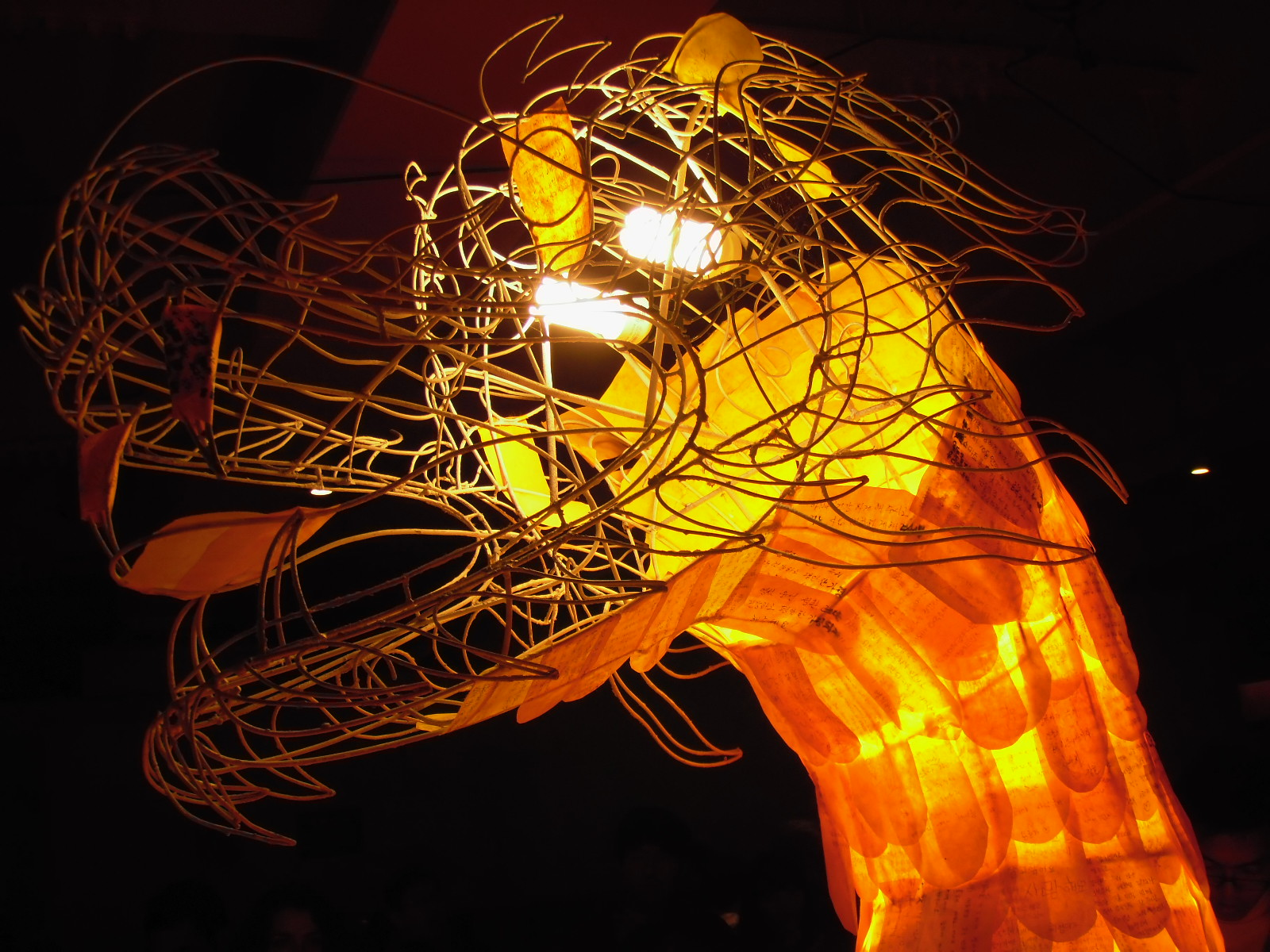
2011 서울 등 축제
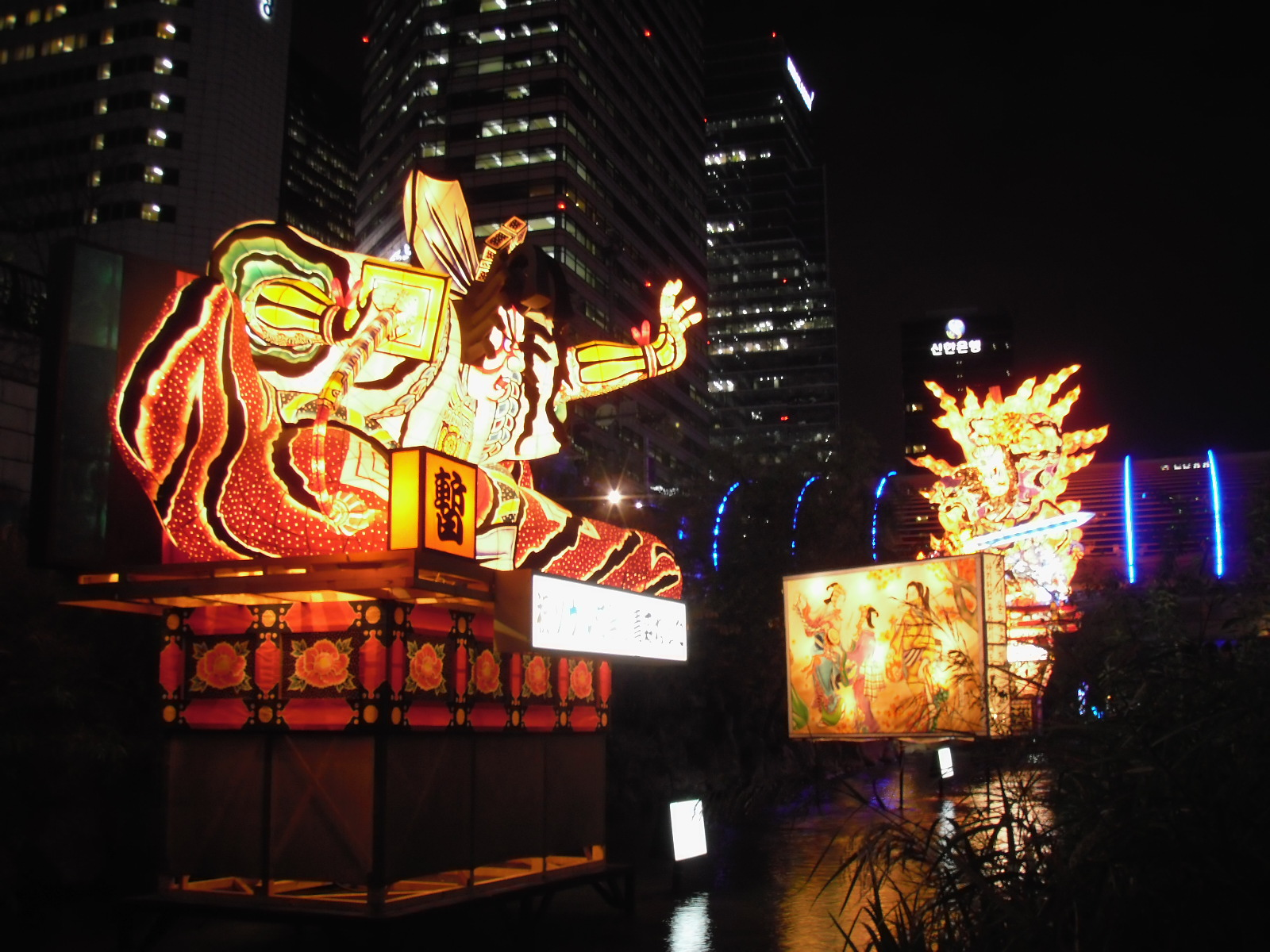
2011 서울 등 축제
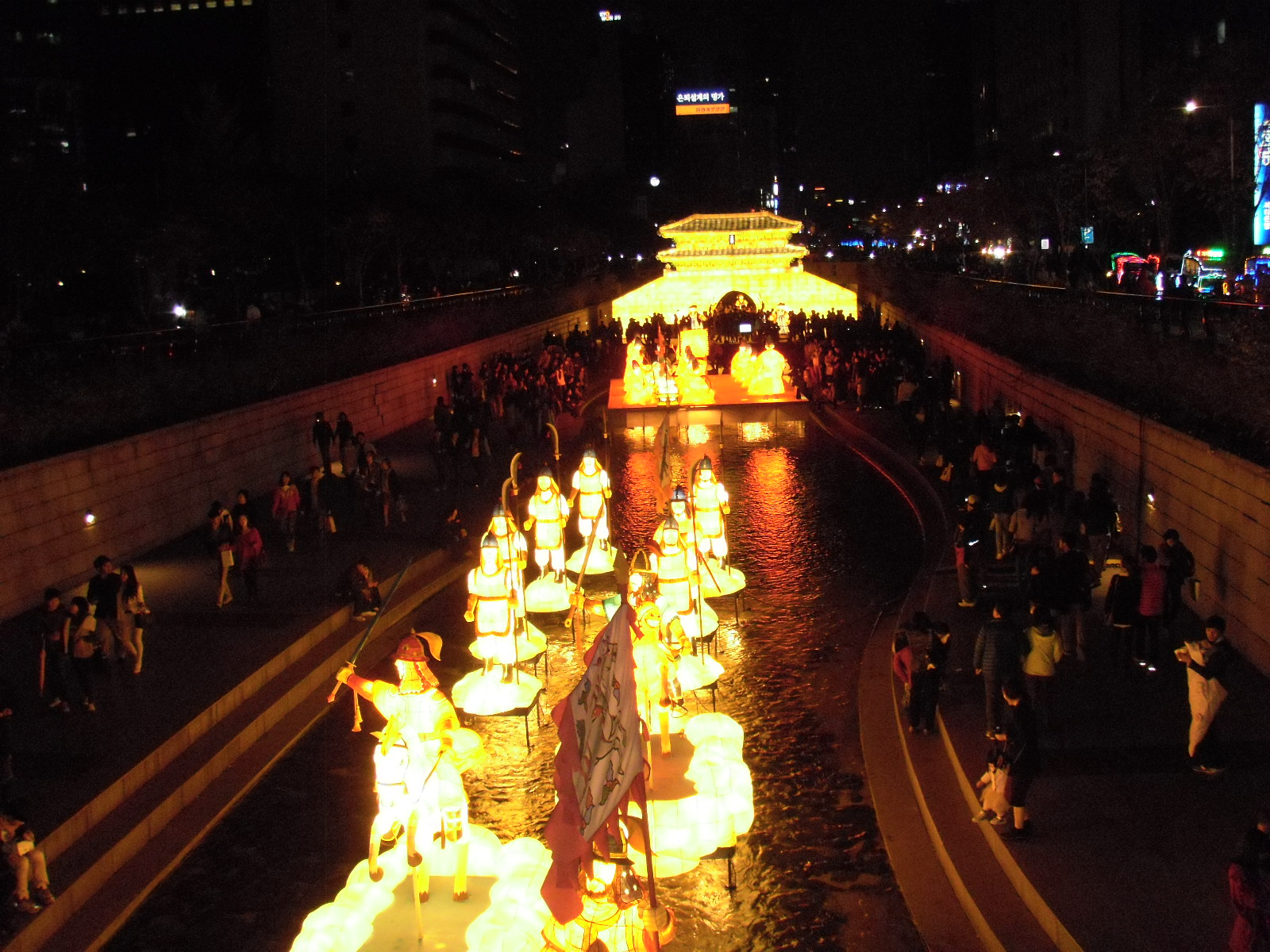
2011 서울 등 축제
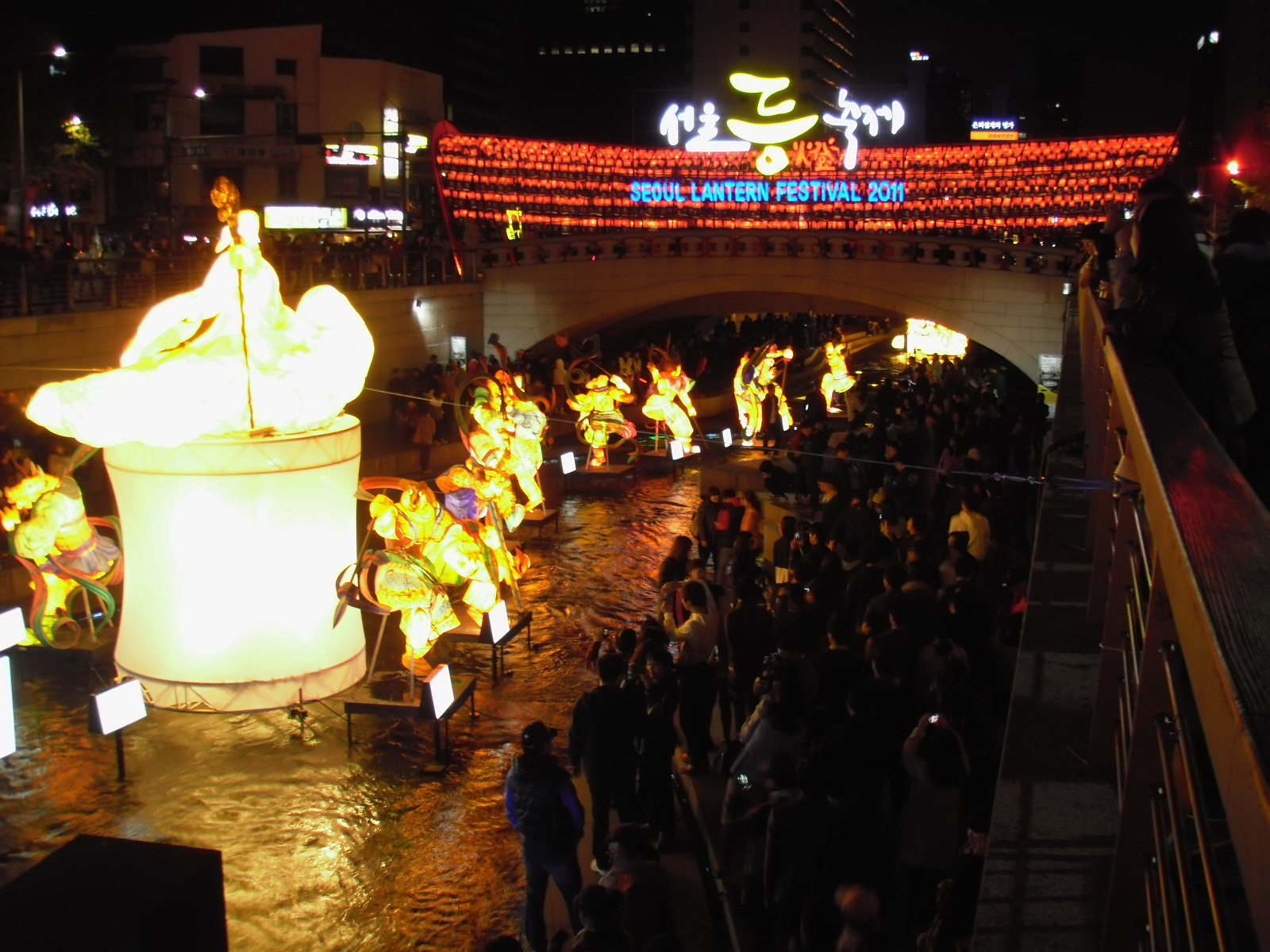
2011 서울 등 축제
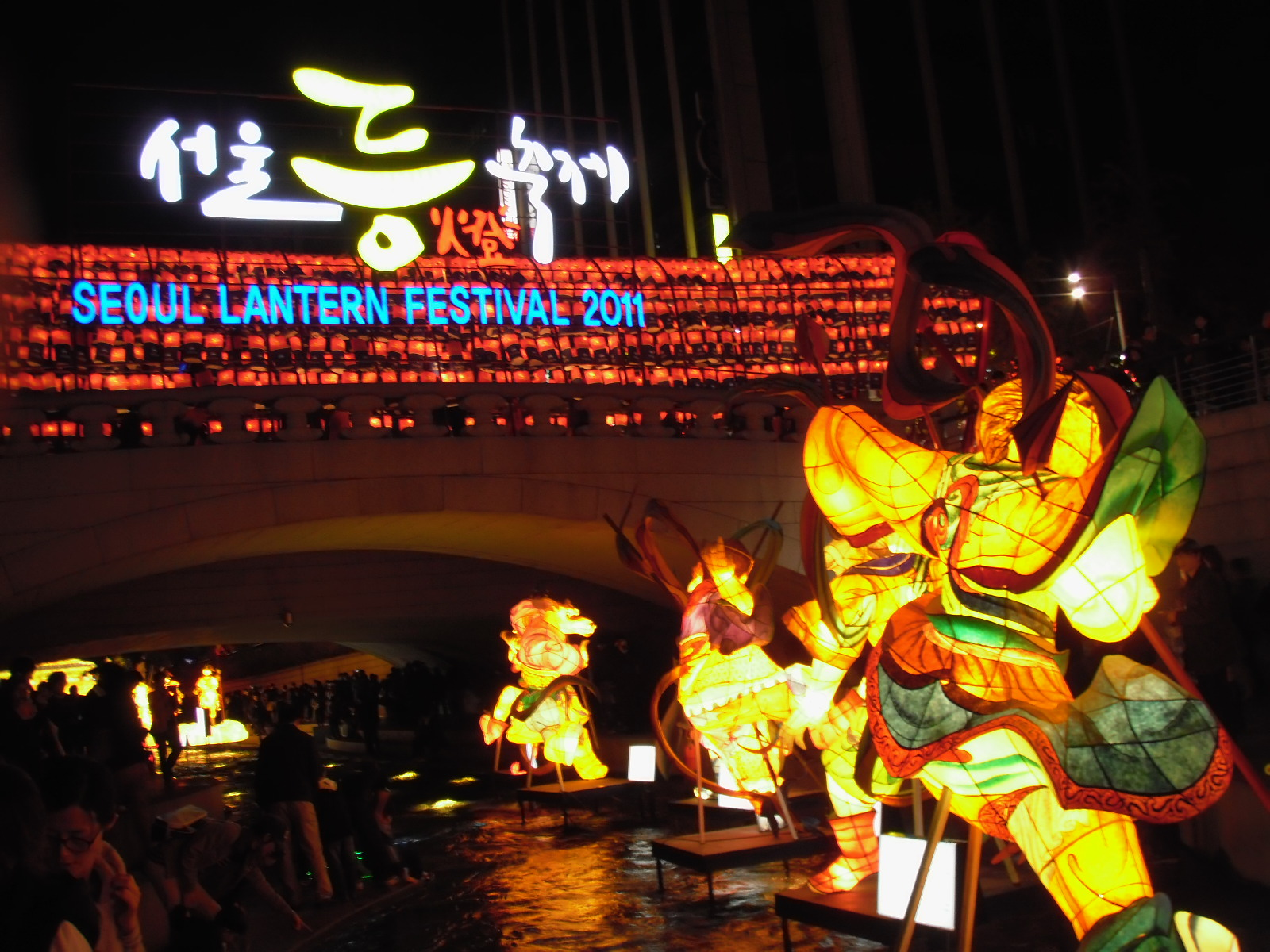
2011 서울 등 축제
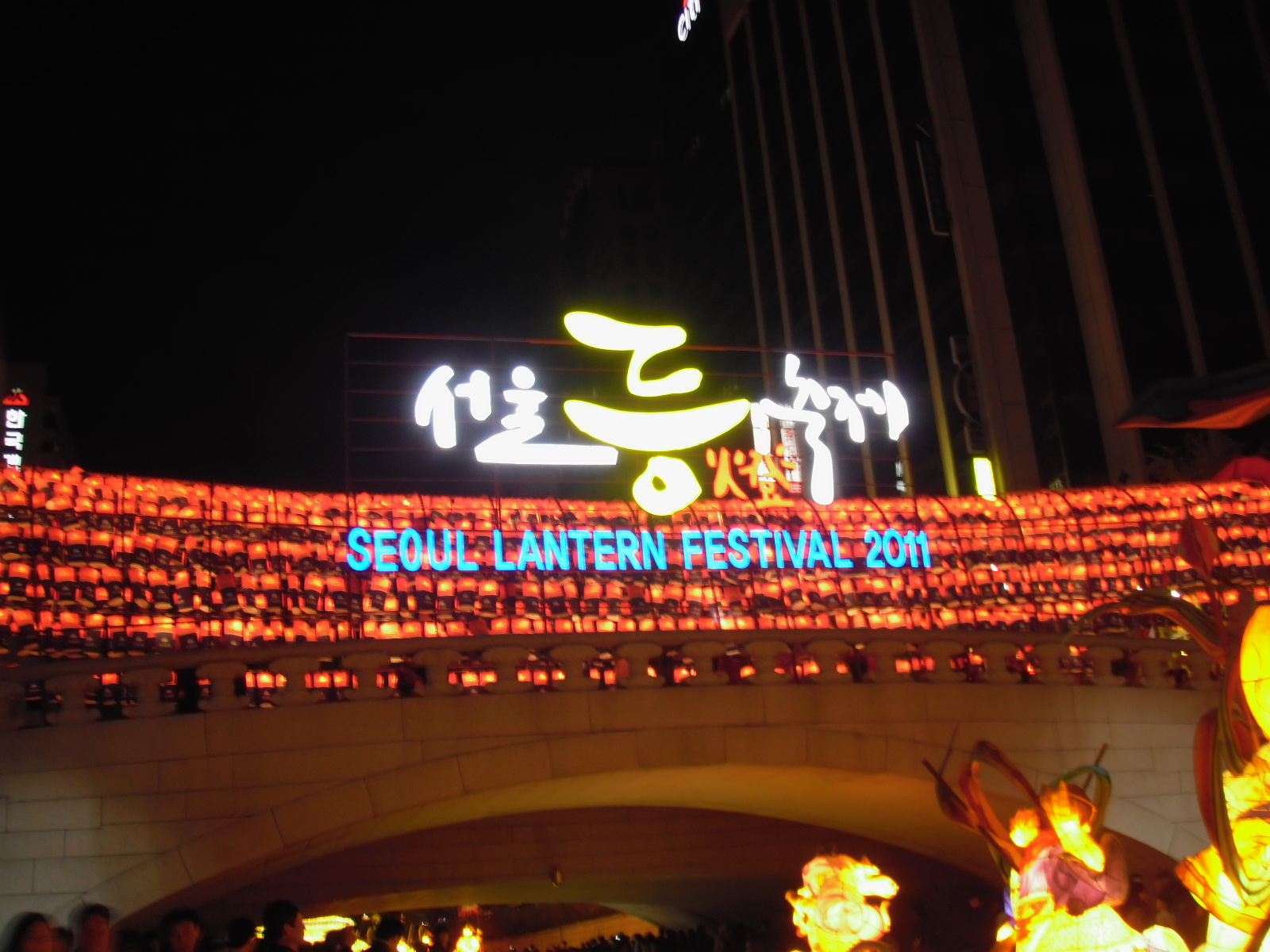
2011 서울 등 축제
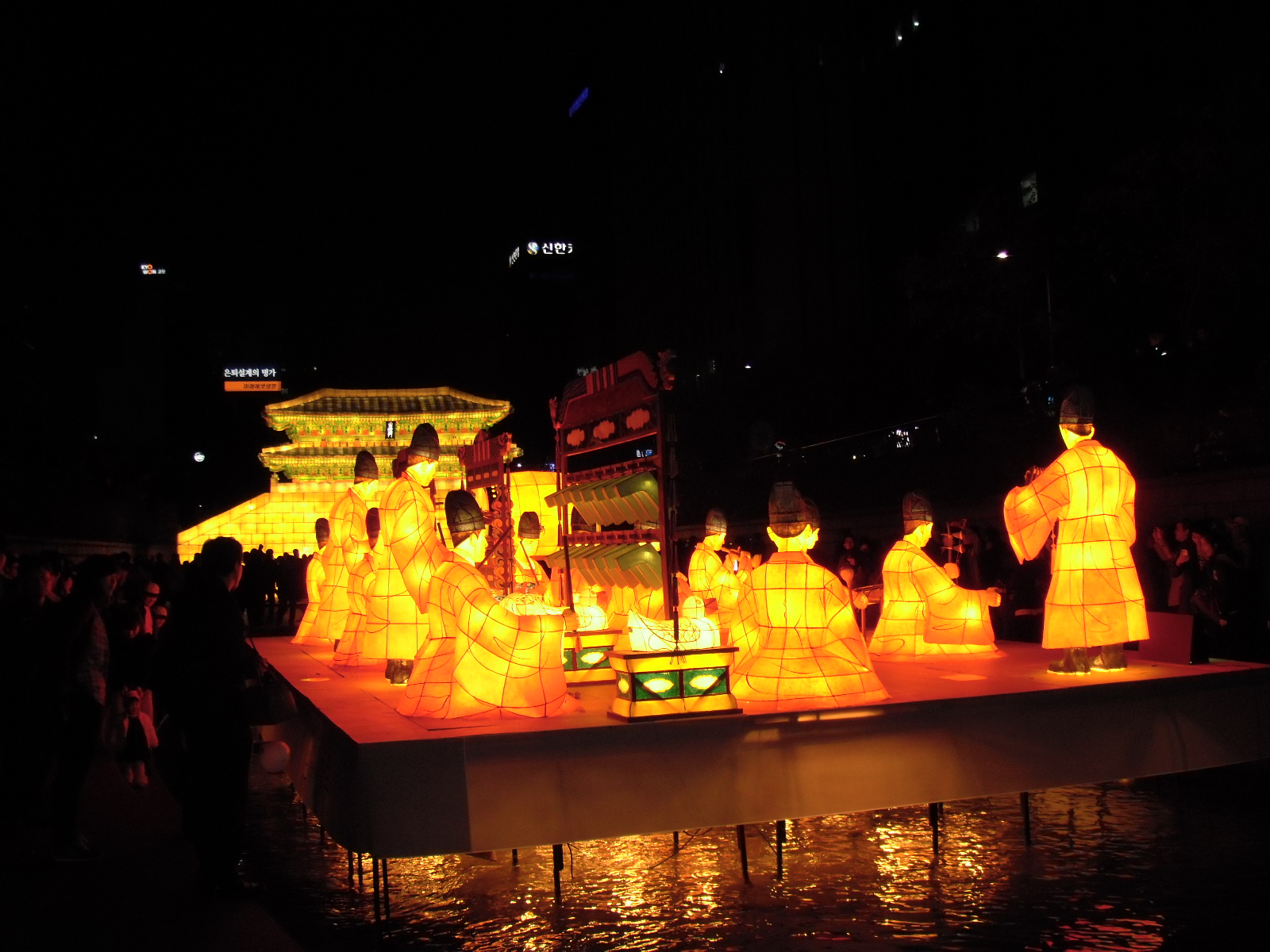
2011 서울 등 축제
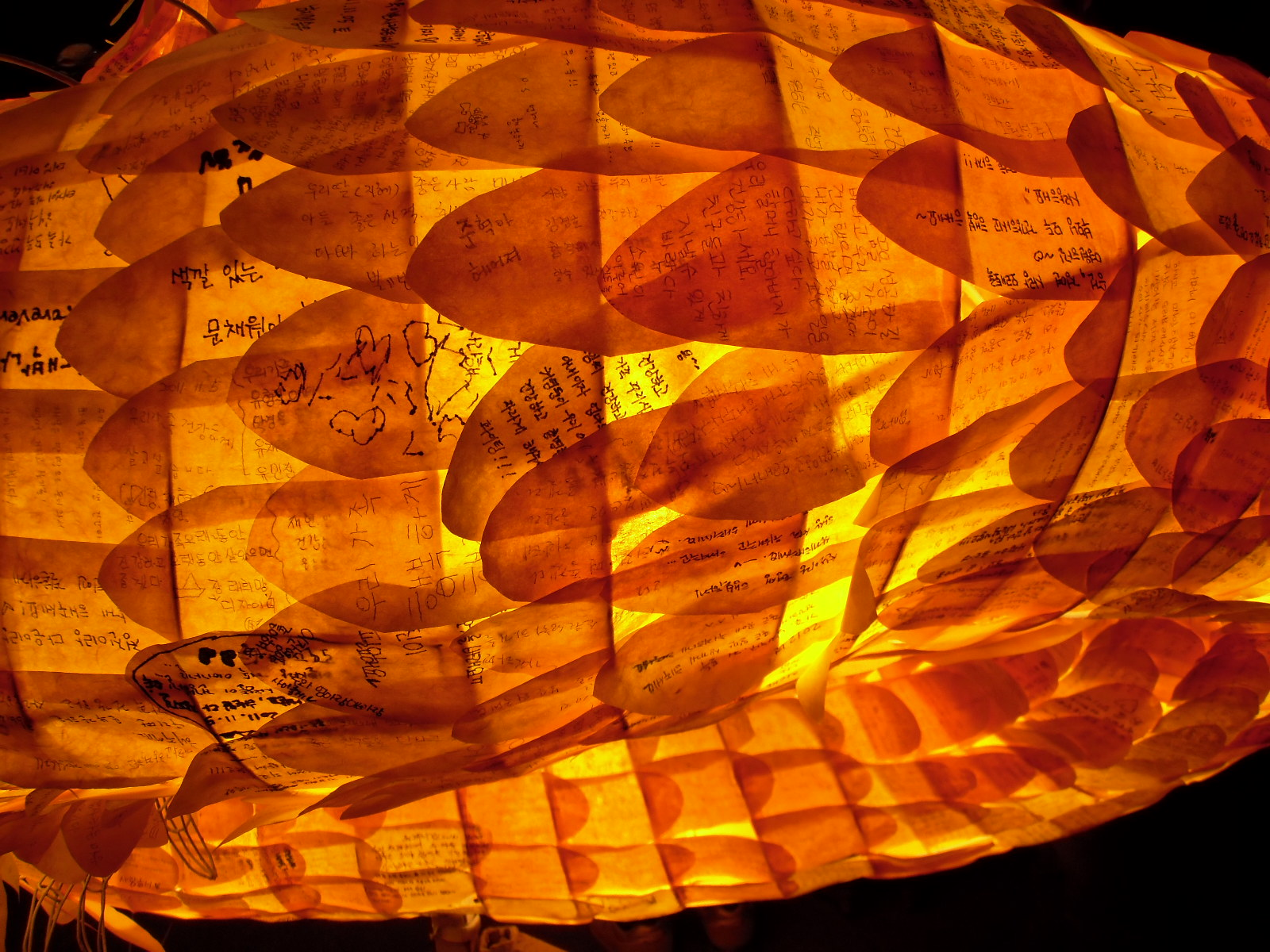
2011 서울 등 축제
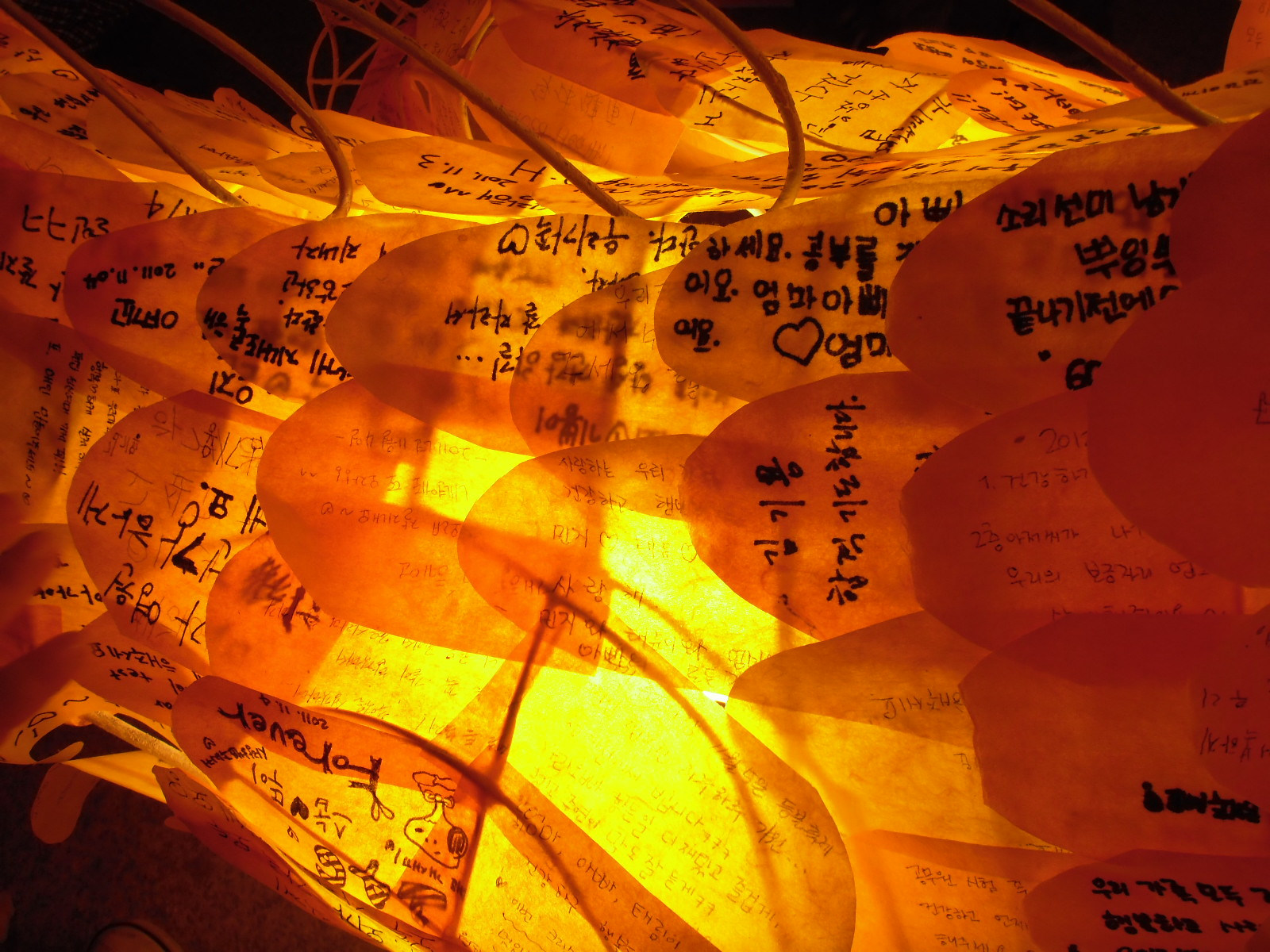
2011 서울 등 축제
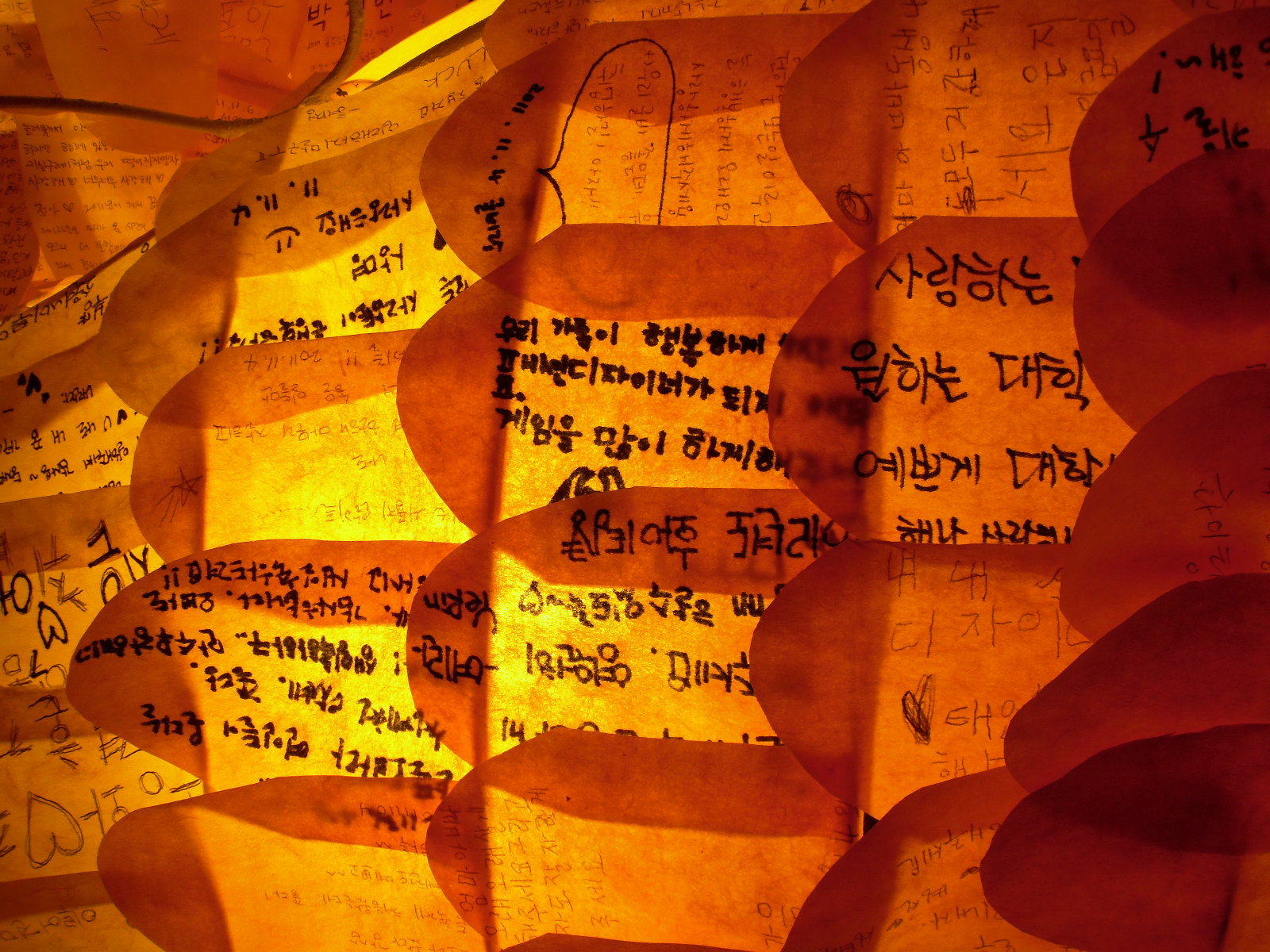
2011 서울 등 축제
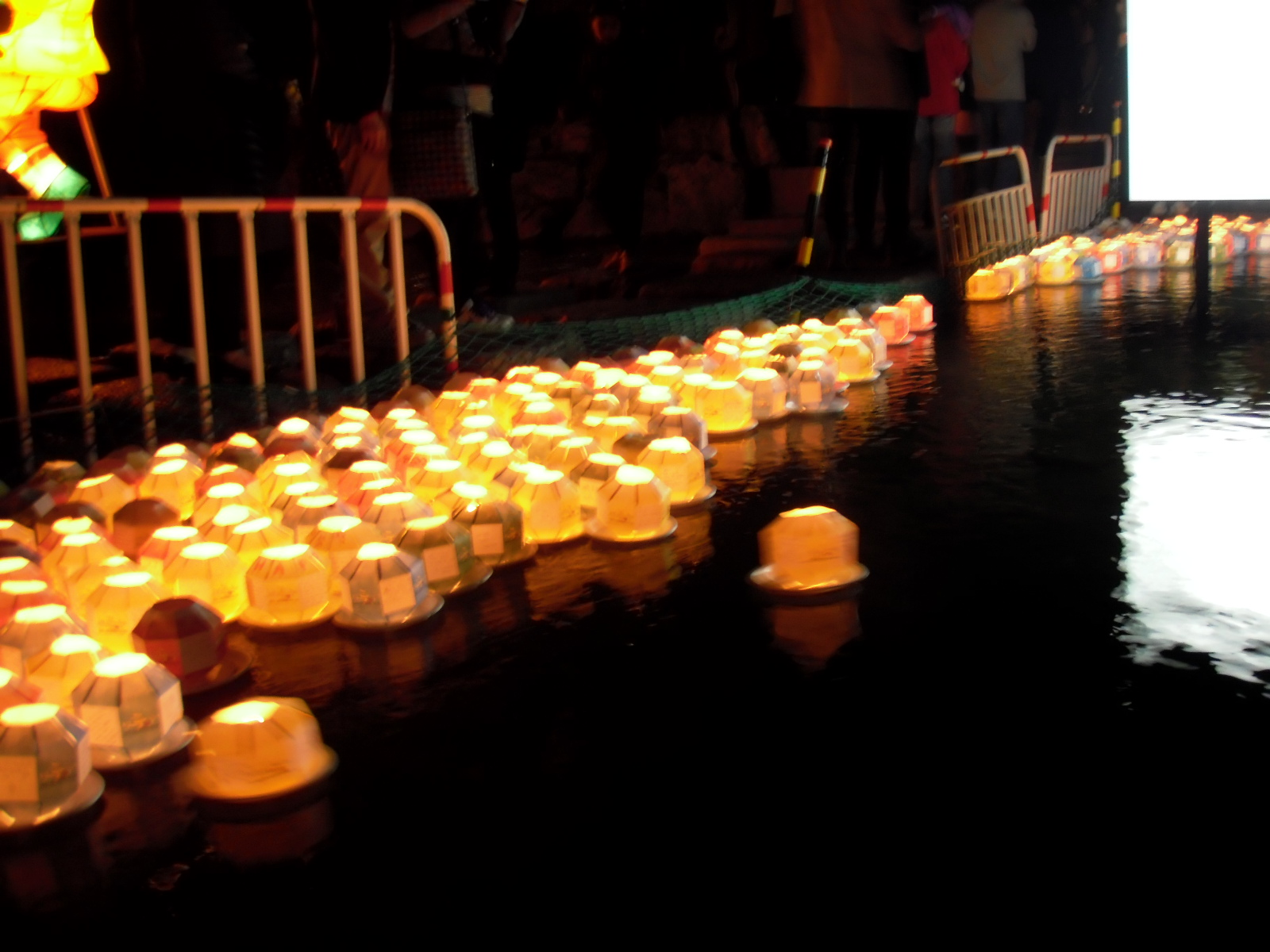
2011 서울 등 축제
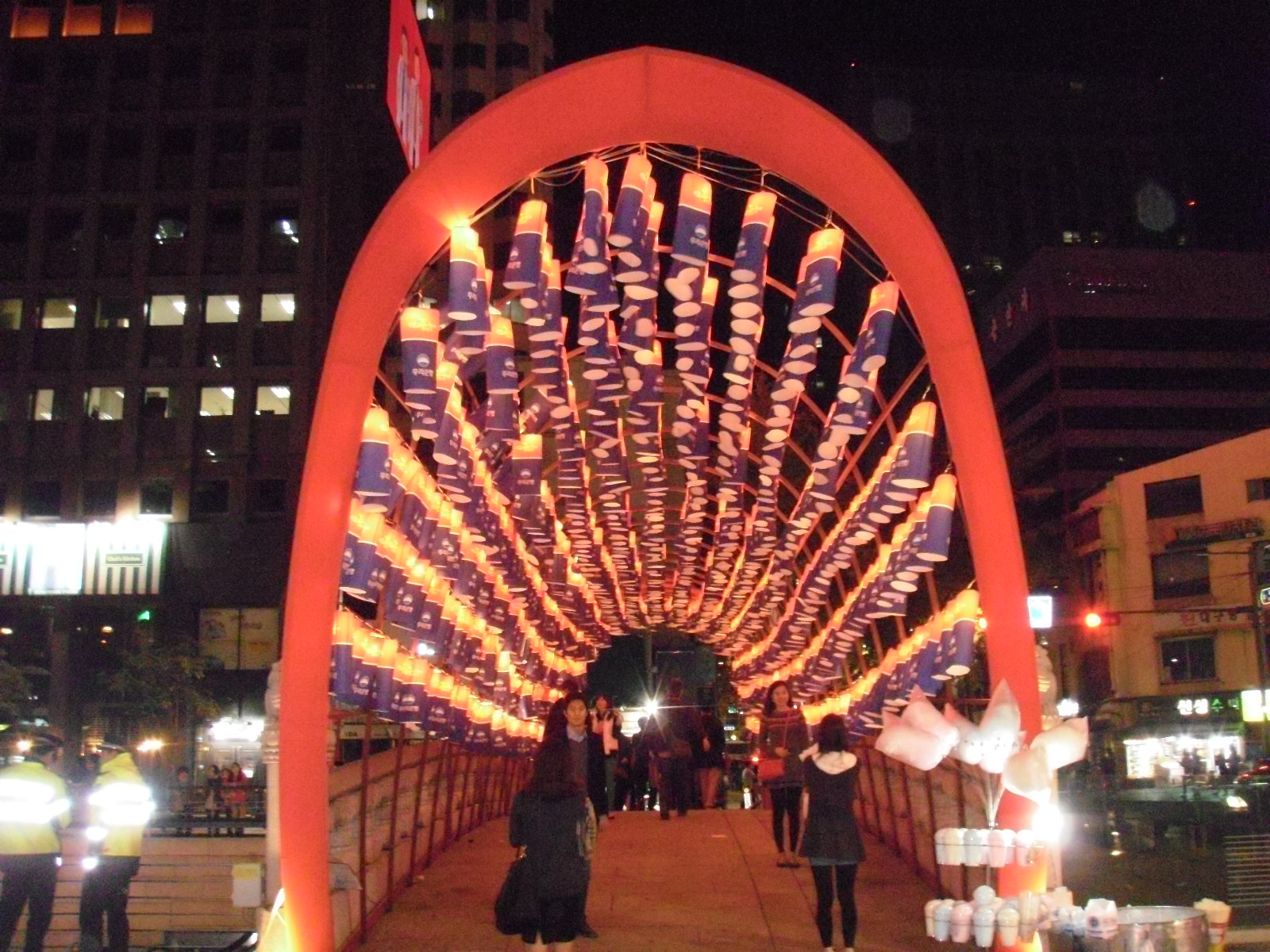
2011 서울 등 축제
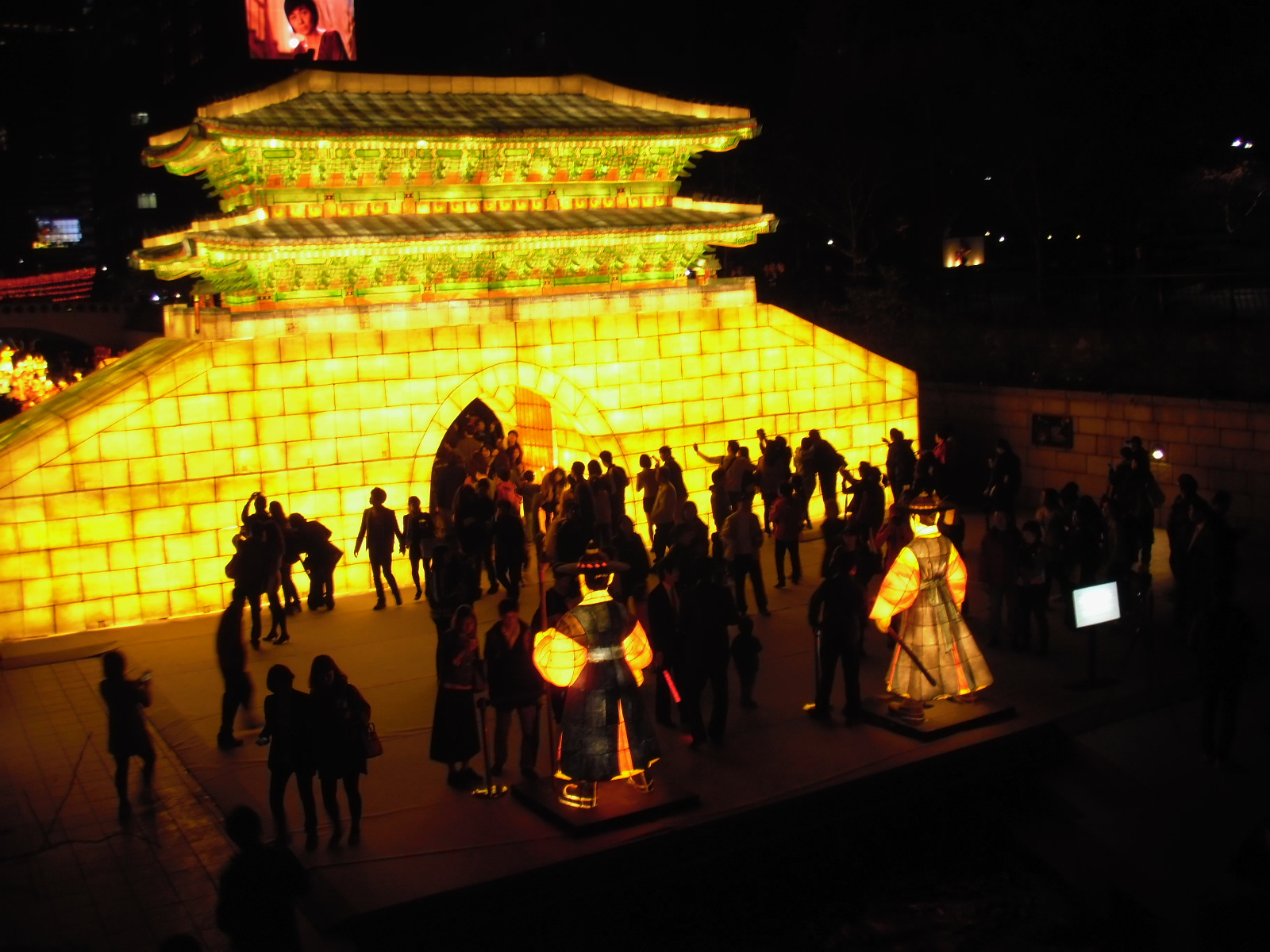
2011 서울 등 축제
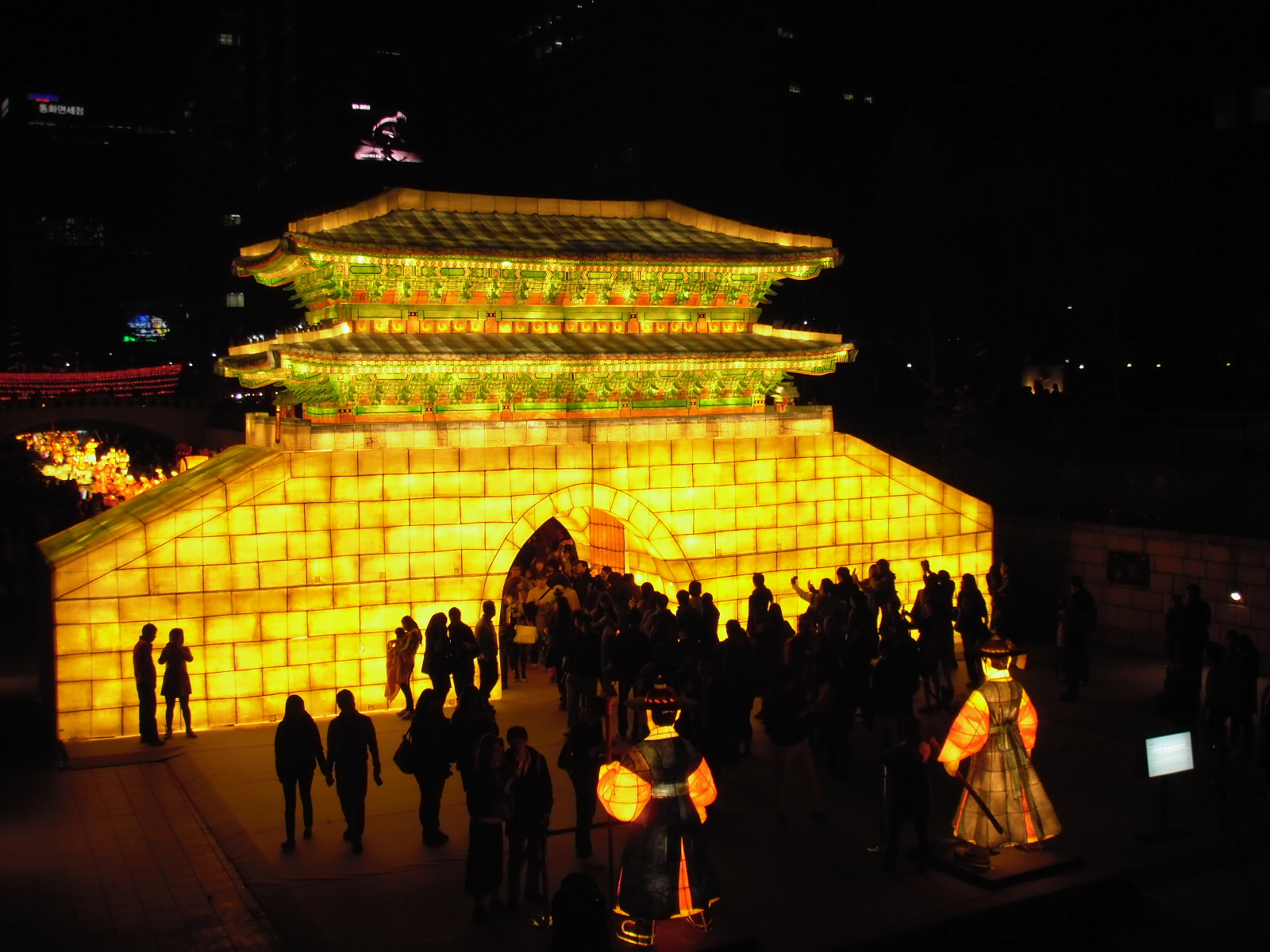
2011 서울 등 축제
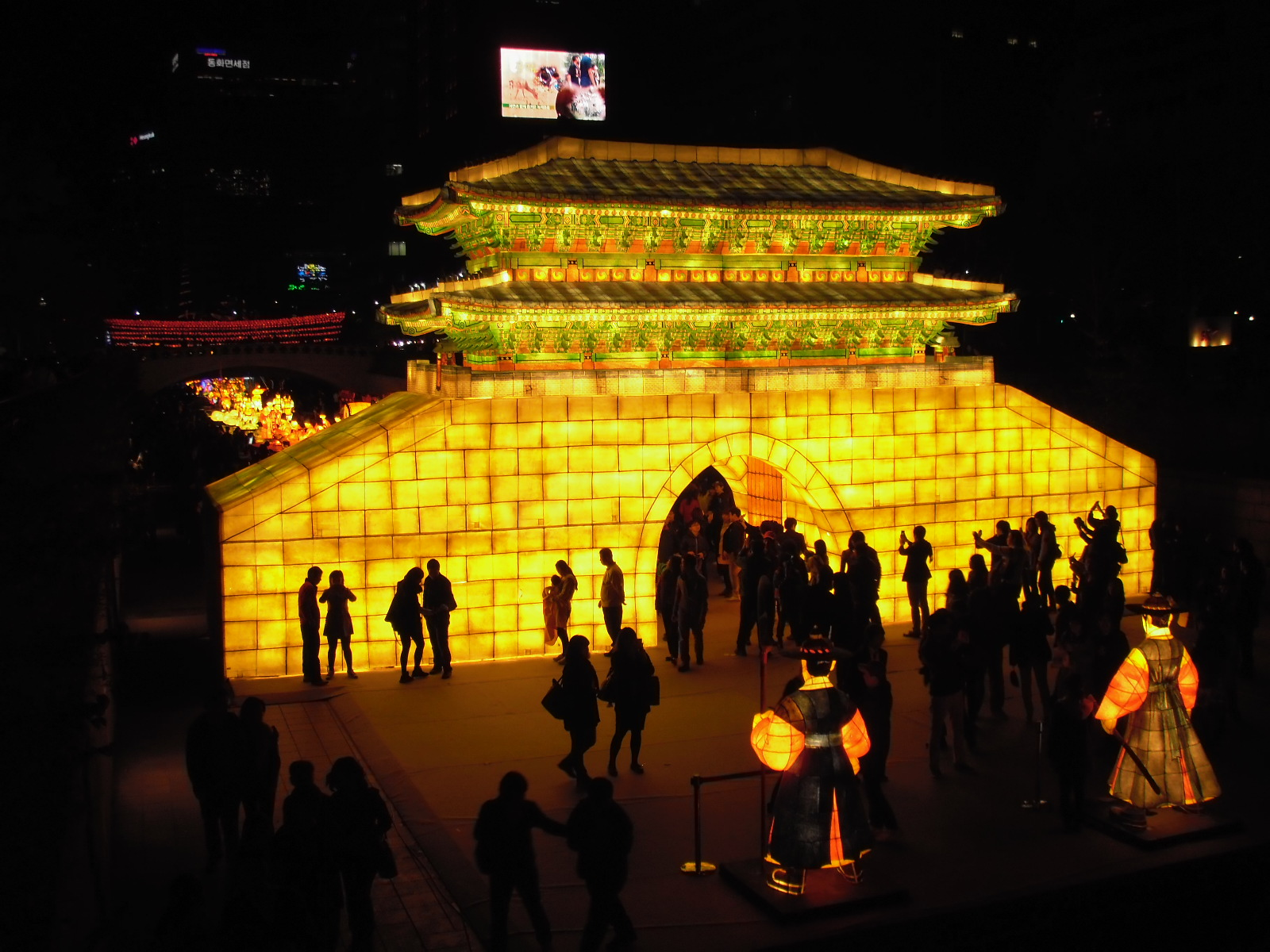
2011 서울 등 축제
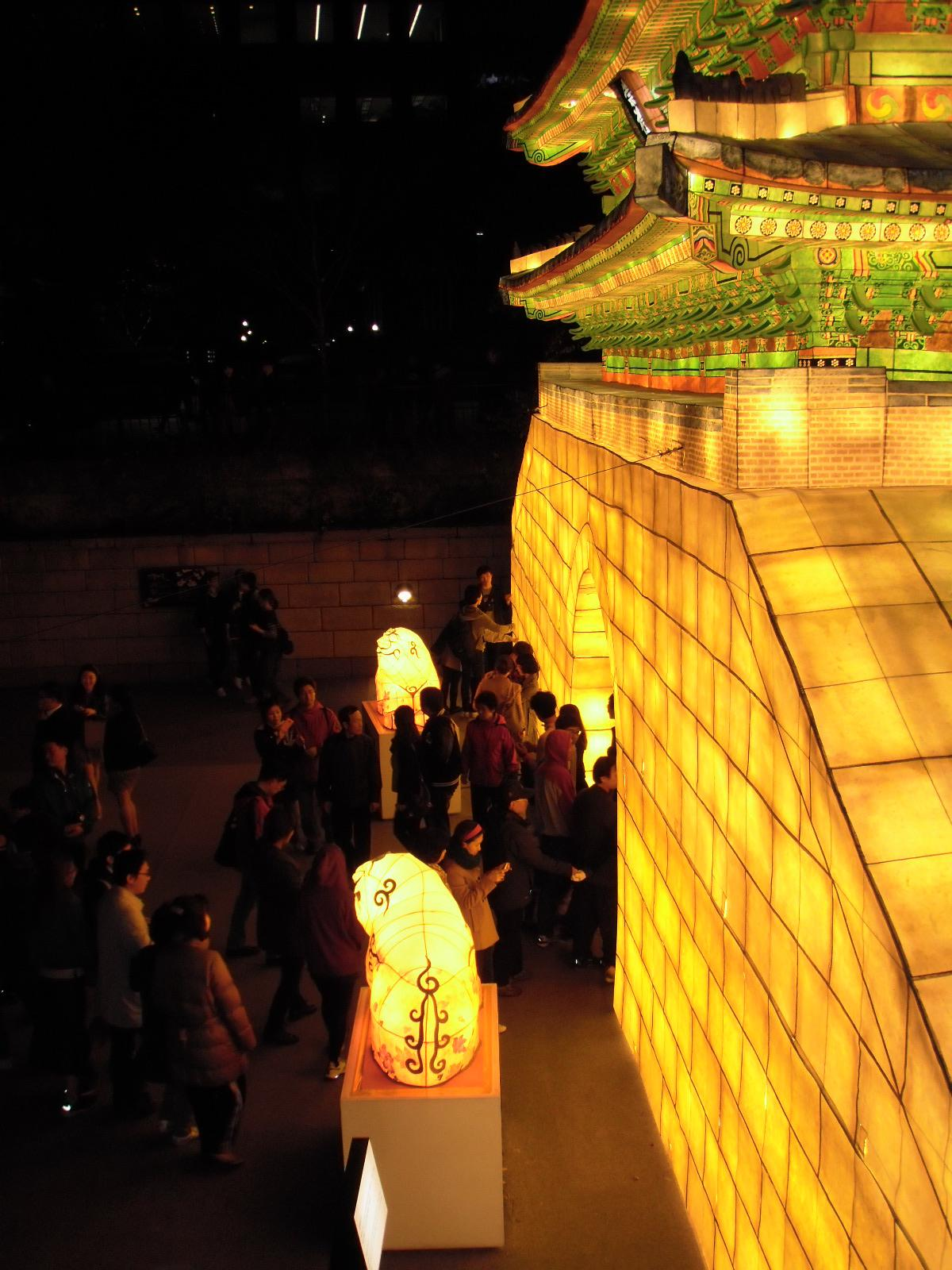
2011 서울 등 축제
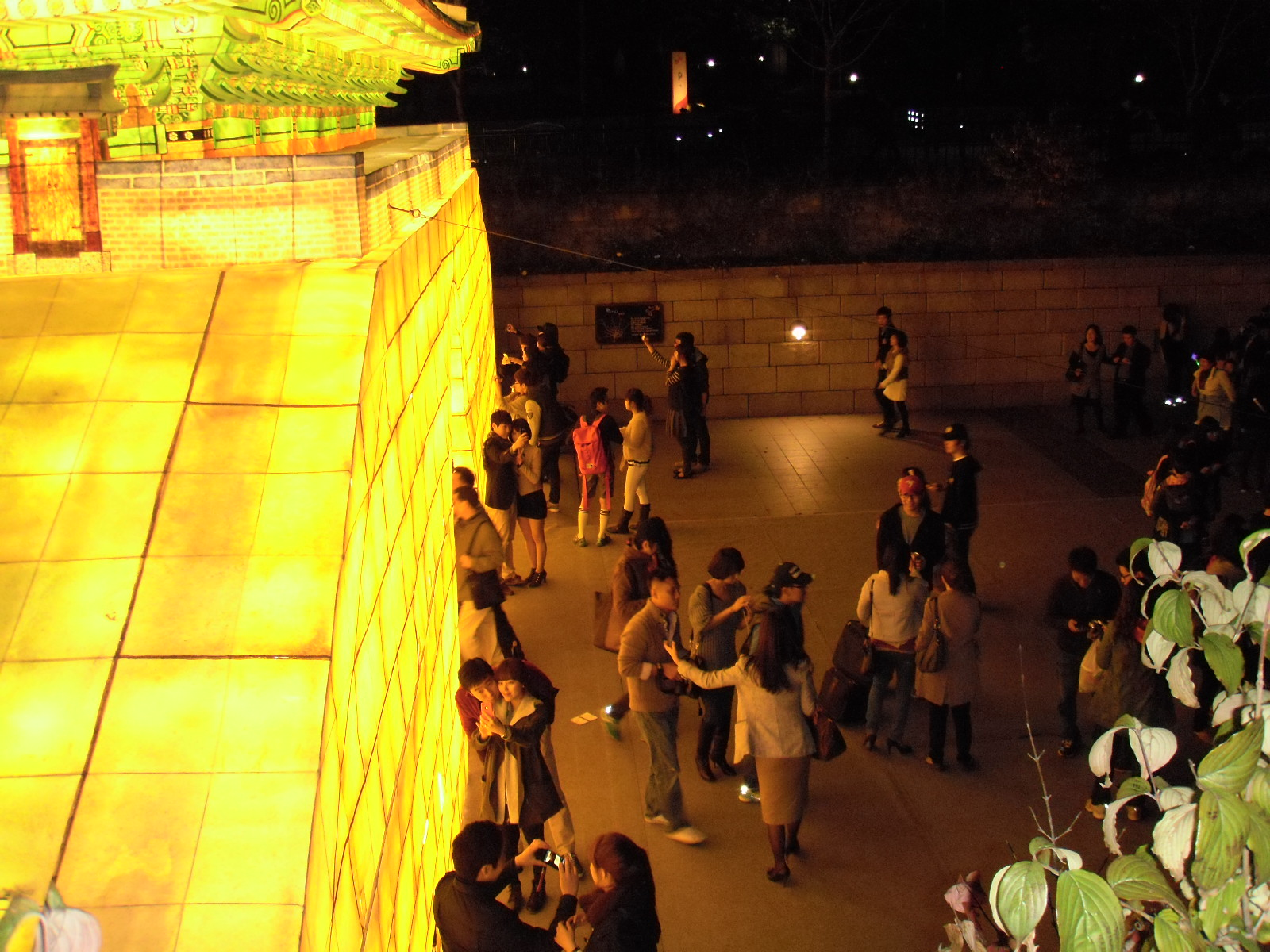
2011 서울 등 축제
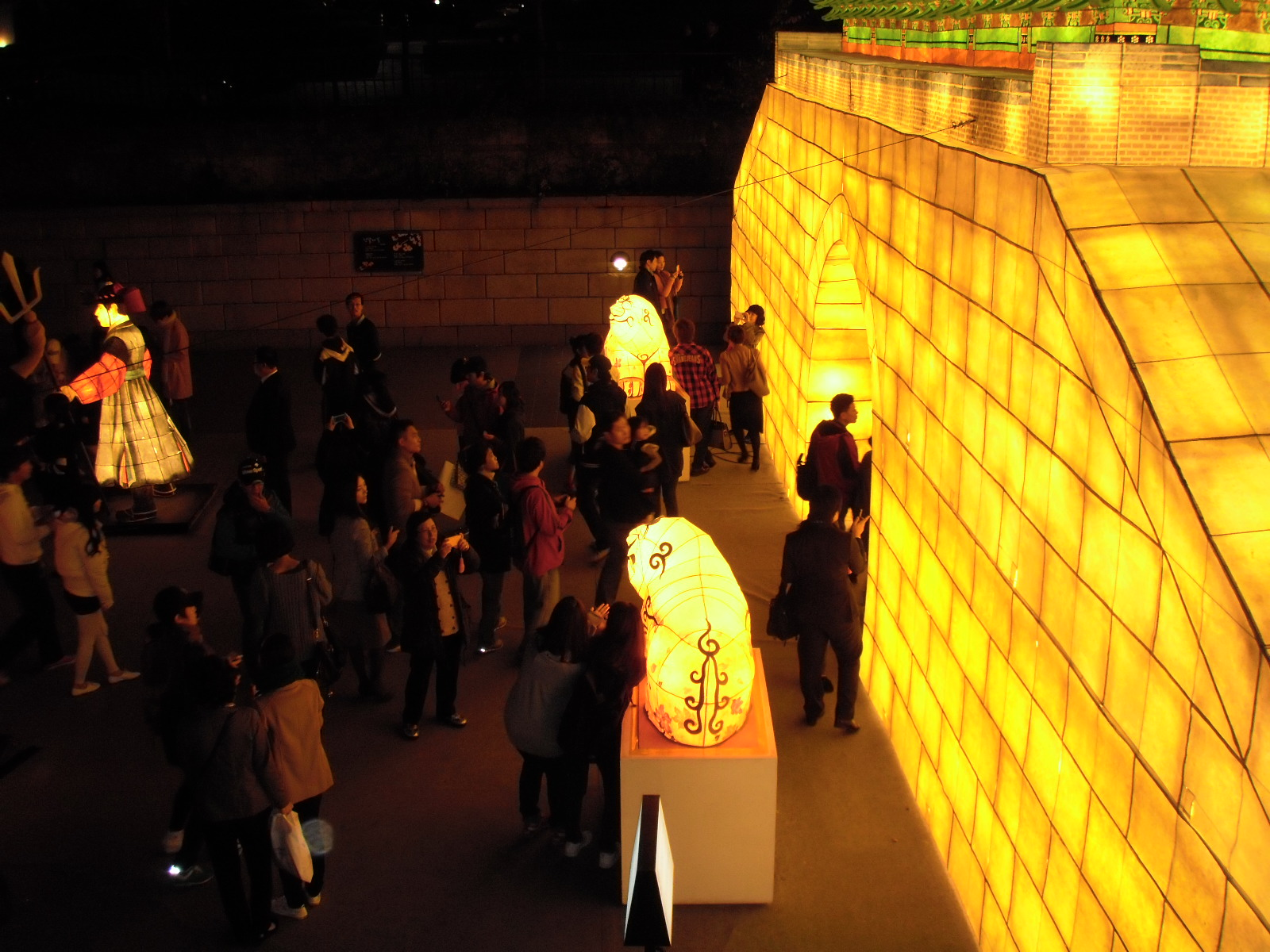
2011 서울 등 축제
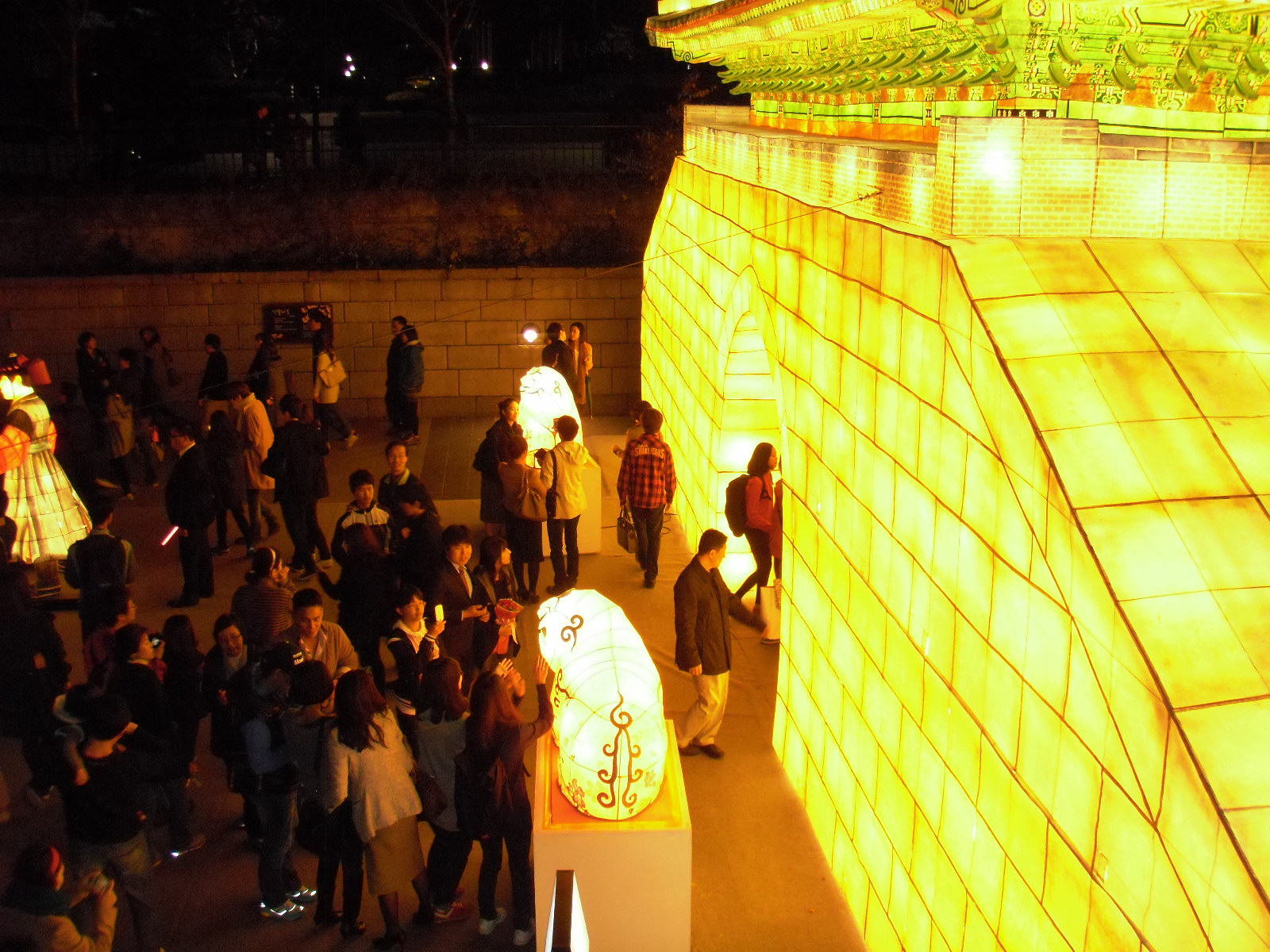
2011 서울 등 축제
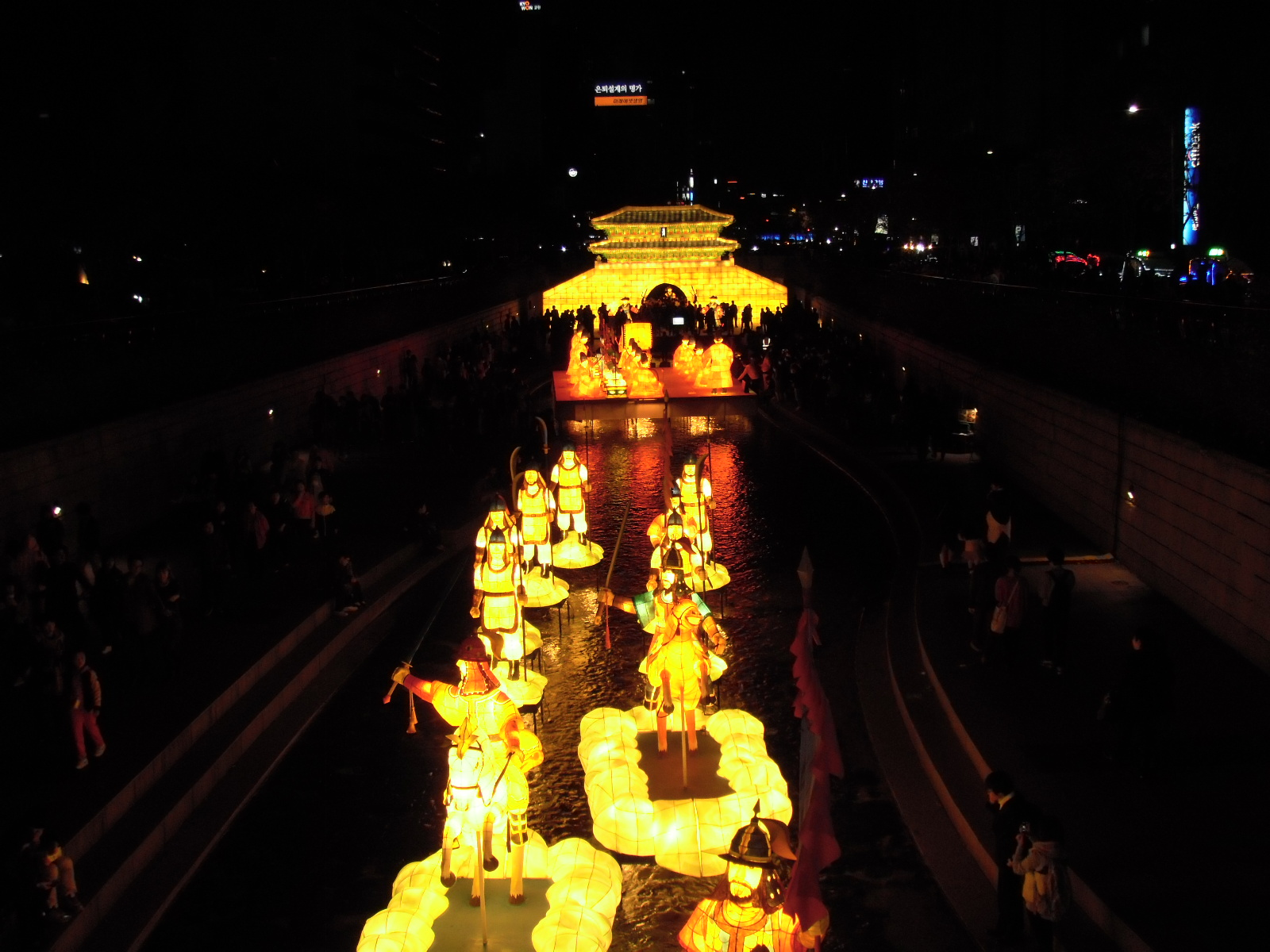
2011 서울 등 축제
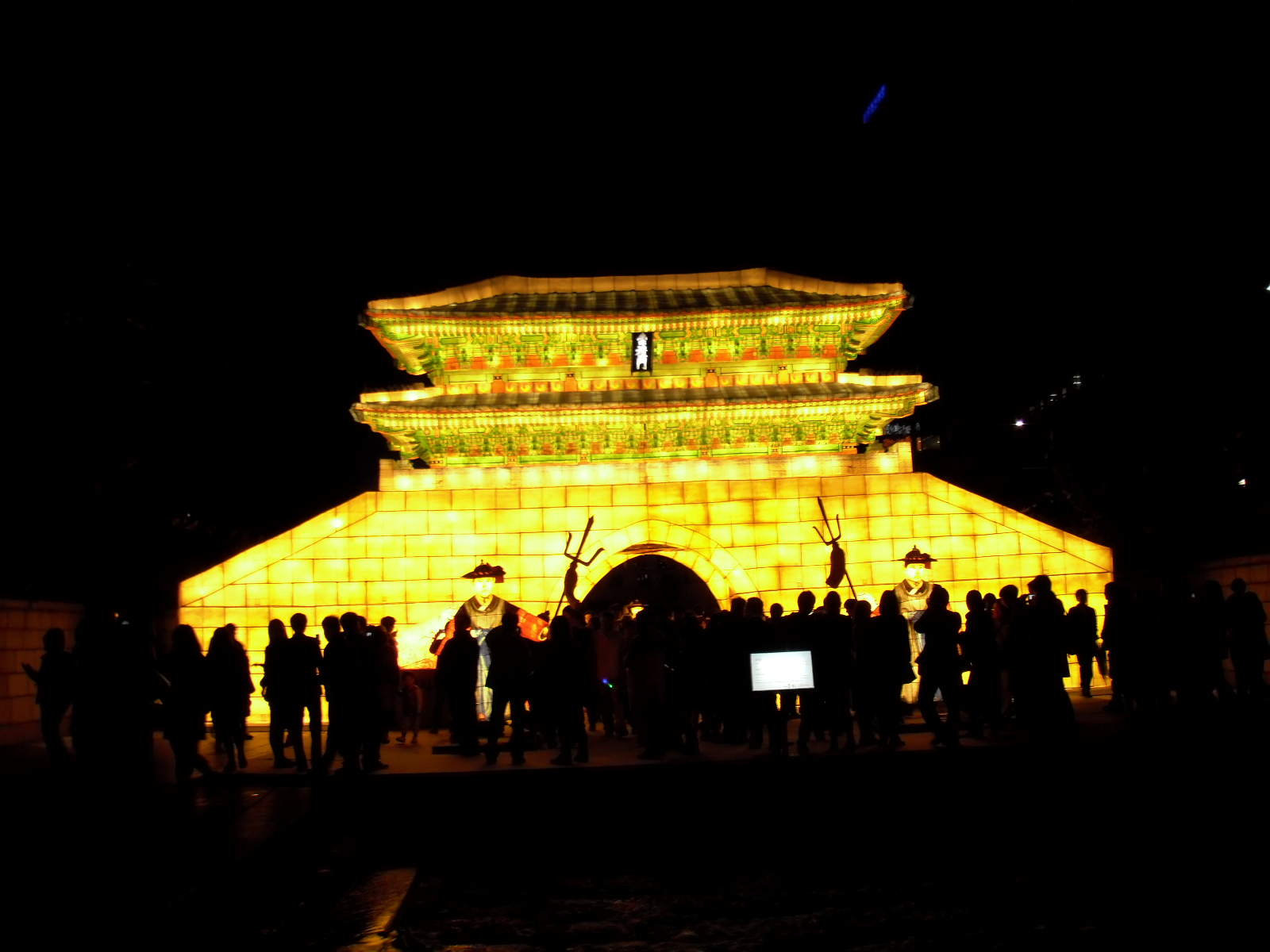
2011 서울 등 축제
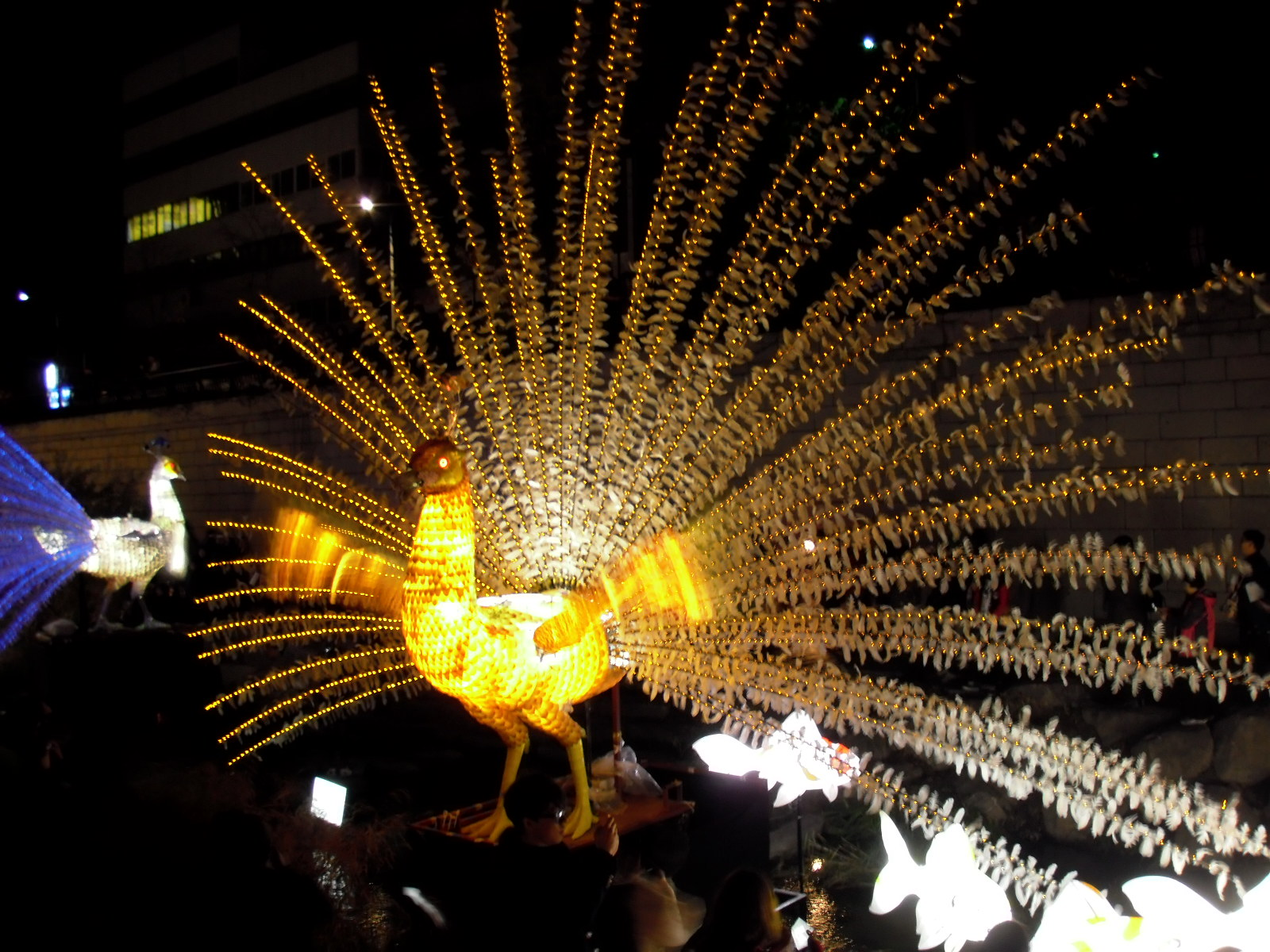
2011 서울 등 축제

### 2010년 사진

2010 서울세계등축제
2010 서울세계등축제
2010 서울세계등축제

## 같이 보기
- 진주남강유등축제